# Elisabeth Pinedo

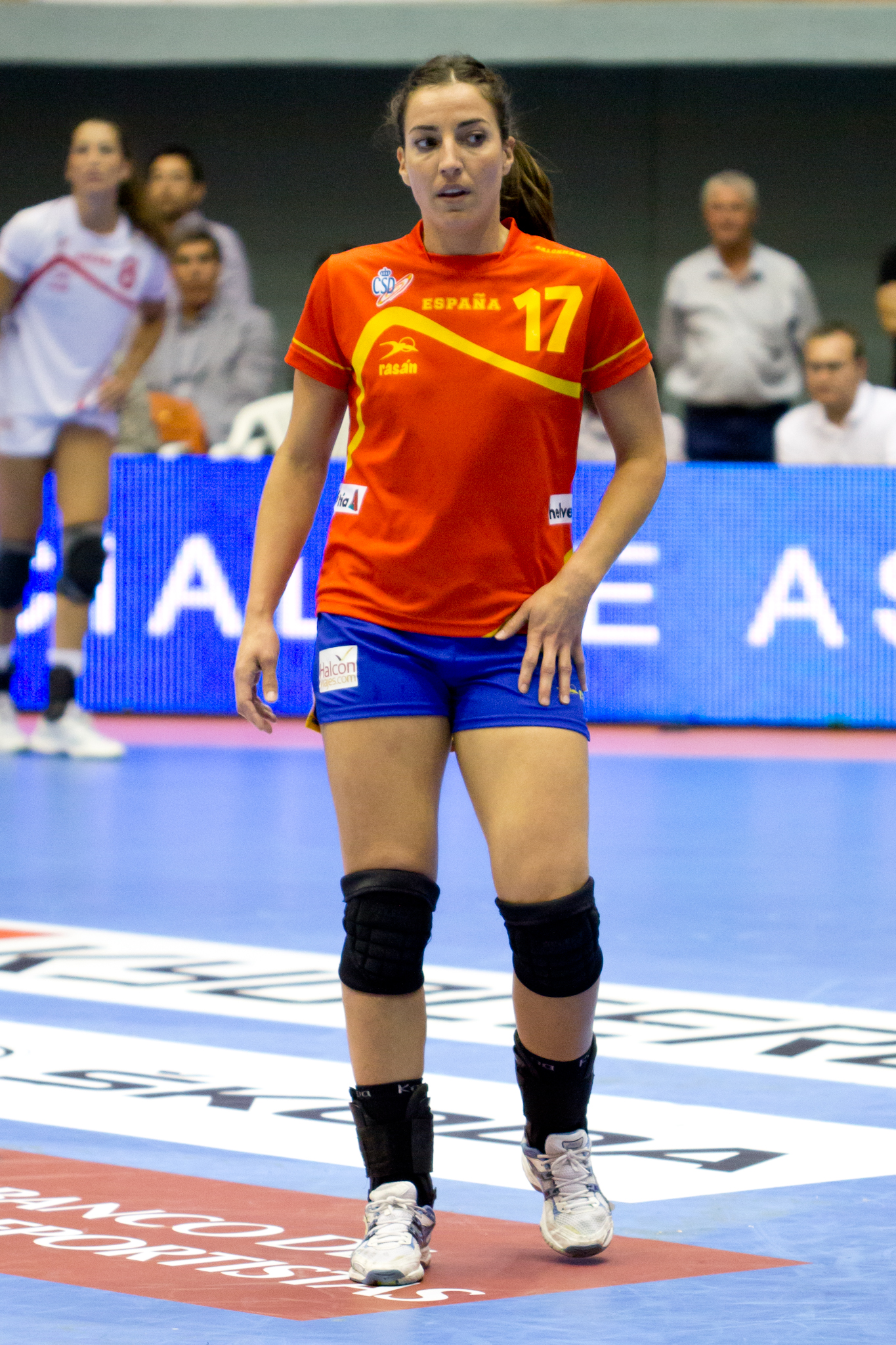
Elisabeth Pinedo en 2013 avec l'Espagne.

Elisabeth Pinedo Sáenz, plus connue comme Eli Pinedo, née le 13 mai 1981 à Amurrio, est une handballeuse internationale espagnole évoluant au poste d'ailière gauche au BM Bera Bera.
Avec l'équipe d'Espagne, elle participe aux jeux olympiques de 2012 où elle remporte une médaille de bronze. En équipe nationale, elle est également vice-championne d'Europe en 2008 et en 2014 et obtient une médaille de bronze au Championnat du monde en 2011.
Sa jumelle, Patricia Pinedo (en), est également handballeuse internationale.

## Palmarès

### Club
compétitions internationales
- coupe de l'EHF (C3)
  - vainqueur  en 2009 (avec SD Itxako)
  - finaliste en 2008 (avec SD Itxako)

compétitions nationales
- championne d'Espagne (6) en 2009 et 2010 (avec SD Itxako) et 2013, 2014, 2015 et 2016 (avec BM Bera Bera)

### Équipe nationale
Jeux olympiques
- médaillée de bronze aux Jeux olympiques de 2012 à Londres ( Royaume-Uni)

championnat du monde
- médaillée de bronze au Championnat du monde féminin de handball 2011 au Brésil

championnat d'Europe
- finaliste du Championnat d'Europe 2008, en Macédoine
- finaliste du championnat d'Europe 2014, en  Hongrie &  Croatie